# Tiheänsaari
Tiheänsaari är öar i Finland. De ligger i sjön Juojärvi och i kommunen Tuusniemi i den ekonomiska regionen  Nordöstra Savolax ekonomiska region  och landskapet Norra Savolax, i den centrala delen av landet, 300 km nordost om huvudstaden Helsingfors. Arean för den av öarna koordinaterna pekar på är 1,12 kvadratkilometer och dess största längd är 1,8 kilometer i öst-västlig riktning.